# イズヴェスティア
イズヴェスティア(Izvestia)とはカナダの競走馬。主な勝ち鞍に1990年にカナダ三冠競走（クイーンズプレート、プリンスオブウェールズステークス、ブリーダーズステークス）など。1990年のソヴリン賞年度代表馬・最優秀芝馬・最優秀3歳牡馬に選出されたが、レース中の事故により他界した。1999年にはカナダ競馬の殿堂に選出された。

## 経歴
- 特記事項なき場合、本節の出典はEQIBASE[1]

1989年9月24日、ウッドバイン競馬場でのメイドン競走でデビューし、1着。次戦のコロネーションフューチュリティは6着に終わって、2歳時は2戦して1勝にとどまる。3歳となった1990年、初戦のアローワンス競走を2着としたのちキーンランド競馬場に向かい、トランシルヴァニアステークス1着を経て出走のG3競走フォアランナーステークスを勝って重賞初制覇。カナダに戻って2戦し2勝ののちカナダ三冠路線を戦い、クイーンズプレート、プリンスオブウェールズステークスおよびブリーダーズステークスを制して三冠を達成。9月のモルソンエクスポートミリオンも勝って8連勝を記録。ベルモントパーク競馬場に遠征するもジョッキークラブゴールドカップステークス3着、ブリーダーズカップ・クラシックも6着に終わったが、3歳時は11戦してカナダ三冠を含む8勝を挙げ、ソヴリン賞には年度代表馬・最優秀3歳牡馬・最優秀芝馬の3部門で選ばれた。
1991年は3月ガルフストリームパーク競馬場のG2競走カナディアンクラブターフハンデキャップから始動してこれに勝利し、5月ウッドバイン競馬場のG3競走エクリプスハンデキャップも勝って重賞連勝とするが、その後は勝てない競馬が続き、その状態のまま10月20日のロスマンズインターナショナルステークスに出走してレース中に骨折し、死亡した。
没後の1999年に、カナダ競馬名誉の殿堂の殿堂馬として選出された。

## 血統表
| イズヴェスティアの血統  | イズヴェスティアの血統                            | イズヴェスティアの血統                            | （血統表の出典）                                  | （血統表の出典） |
| 父系                    | ニアークティック系                                | ニアークティック系                                | ニアークティック系                                |                  |
| 父 Icecapade 1969 芦毛  | 父の父Nearctic 1954 青鹿毛                        | Nearco                                            | Pharos                                            | Pharos           |
| 父 Icecapade 1969 芦毛  | 父の父Nearctic 1954 青鹿毛                        | Nearco                                            | Nogara                                            |                  |
| 父 Icecapade 1969 芦毛  | 父の父Nearctic 1954 青鹿毛                        | Lady Angela                                       | Hyperion                                          | Hyperion         |
| 父 Icecapade 1969 芦毛  | 父の父Nearctic 1954 青鹿毛                        | Lady Angela                                       | Sister Sarah                                      |                  |
| 父 Icecapade 1969 芦毛  | 父の母Shenanigans 1963 芦毛                       | Native Dancer                                     | Polynesian                                        | Polynesian       |
| 父 Icecapade 1969 芦毛  | 父の母Shenanigans 1963 芦毛                       | Native Dancer                                     | Geisha                                            |                  |
| 父 Icecapade 1969 芦毛  | 父の母Shenanigans 1963 芦毛                       | Bold Irish                                        | Fighting Fox                                      | Fighting Fox     |
| 父 Icecapade 1969 芦毛  | 父の母Shenanigans 1963 芦毛                       | Bold Irish                                        | Erin                                              |                  |
| 母 Shy Spirit 1975 鹿毛 | 母の父*パーソナリティ Personality 1967 鹿毛       | Hail to Reason                                    | Turn-to                                           | Turn-to          |
| 母 Shy Spirit 1975 鹿毛 | 母の父*パーソナリティ Personality 1967 鹿毛       | Hail to Reason                                    | Nothirdchance                                     |                  |
| 母 Shy Spirit 1975 鹿毛 | 母の父*パーソナリティ Personality 1967 鹿毛       | Affectionately                                    | Swaps                                             | Swaps            |
| 母 Shy Spirit 1975 鹿毛 | 母の父*パーソナリティ Personality 1967 鹿毛       | Affectionately                                    | Searching                                         |                  |
| 母 Shy Spirit 1975 鹿毛 | 母の母Cool Mood 1966 栗毛                         | Northern Dancer                                   | Nearctic                                          | Nearctic         |
| 母 Shy Spirit 1975 鹿毛 | 母の母Cool Mood 1966 栗毛                         | Northern Dancer                                   | Natalma                                           |                  |
| 母 Shy Spirit 1975 鹿毛 | 母の母Cool Mood 1966 栗毛                         | Happy Mood                                        | Mahmoud                                           | Mahmoud          |
| 母 Shy Spirit 1975 鹿毛 | 母の母Cool Mood 1966 栗毛                         | Happy Mood                                        | La Reigh                                          |                  |
| 母系(F-No.)             | (FN:2-n)                                          | (FN:2-n)                                          | (FN:2-n)                                          | [ § 2 ]          |
| 5代内の近親交配         | Nearctic 2×4=31.25%、 Native Dancer 3× 5 = 15.62% | Nearctic 2×4=31.25%、 Native Dancer 3× 5 = 15.62% | Nearctic 2×4=31.25%、 Native Dancer 3× 5 = 15.62% | [ § 3 ]          |
| 出典                    | 1. 2. 3.                                          | 1. 2. 3.                                          | 1. 2. 3.                                          | 1. 2. 3.         |